# جنیفر والکوت
جنیفر والکوت (انگلیسی: Jennifer Walcott؛ زادهٔ ۸ مهٔ ۱۹۷۷) یک هنرپیشه اهل ایالات متحده آمریکا است. 
از فیلم‌ها یا برنامه‌های تلویزیونی که وی در آن نقش داشته است می‌توان به سمی اشاره کرد.